# Сокољњики
Сокољњики (рус. Сокольники) је био град у Русији у Тулској области. Припојен је 2008. године граду Новомосковск.

## Становништво
| 1959.  | 1970.  | 1979.  | 1989.  | 2002.  |
| ------ | ------ | ------ | ------ | ------ |
| 16.132 | 14.744 | 13.197 | 12.219 | 11.142 |